# Schule Döhrnstraße
Die Schule Döhrnstraße ist eine 1884 gegründete öffentliche Schule im Hamburger Stadtteil Lokstedt. Anfangs war die Schule eine Volksschule, dann eine Grund-, Haupt- und Realschule und seit 1997 eine reine Grundschule. Seit 1999 bietet die Schule als einzige Grundschule Hamburgs bilingualen Unterricht auf Deutsch und Italienisch.

## Geschichte

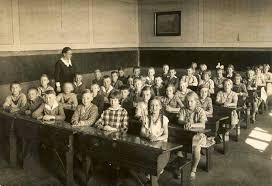
Schüler der Schule Döhrnstraße, (vermutlich) Klasse 5a um 1930

Eine Schule im damals noch dänischen Lokstedt wurde erstmals 1729 aktenkundig. Seit Ende des 18. Jahrhunderts gibt es eine detailliertere schriftliche Überlieferung. Das Klassenzimmer befand sich damals in einer Kate am heutigen Spritzenweg. Steigende Schülerzahlen machten ein eigenes Schulhaus notwendig, daher wurden 1875 zwei Klassenräume abgerissen und der Neubau beschlossen. 1884 wurde der Neubau der „Schule im Döhrn“ eingeweiht. Die Schule bestand damals aus fünf Klassen, welche nach Geschlechtern getrennt waren. Die Geschlechtertrennung wurde 1910 bis auf die Abschlussklassen aufgehoben. 1920 wurde die Schule neu organisiert. Ab sofort war sie eine voll ausgebaute achtstufige Hauptschule mit Angliederung einer dreiklassigen Förderschule. Der Schulverein wurde 1929 nach Beschluss des Elternrates gegründet.
Während des Zweiten Weltkrieges wurde das Schulgebäude beschädigt. Lokstedter Kinder wurden an Schulen in Niendorf und Hoheluft unterrichtet. Nach Kriegsende wurde die Schule aufgeräumt und instand gesetzt. 1947 gab es 26 Klassen, die zunächst von 8 bis 17 Uhr in zwei Schichten und bald in drei Schichten in 13 Räumen unterrichtet wurden. 1949 wurde eine Baracke mit drei Räumen auf dem Schulgelände errichtet. 1951 wurden 33 Klassen mit 1500 Schülern in der Schule unterrichtet.
1952 entstand der Mittelflügel der Schule. Nach dem Bau der Turnhalle schloss sich der Bau des Aulaflügels und 1974 bis 1975 der Bau des Grundschulgebäudes (heutiger Neubau) an. Anfang der neunziger Jahre wurde die Sekundarstufe I abgebaut, bis die Schule 1997 eine reine Grundschule wurde.
1999 wurde die bilinguale Italienischklasse eingeführt, je eine Klasse pro Jahrgangsstufe wird bilingual unterrichtet. In Hamburg ist dieses Angebot das einzige der Art. Seit dem Halbjahr 2012/13 ist die Schule eine offene Ganztagsschule. Kooperationspartner ist die ETV Kinder- und Jugendförderung. Zur Ermöglichung der Ganztagsbetreuung wurde 2012 im Erdgeschoss des Hauptgebäudes ein Speiseraum mit Aufwärmküche eingebaut. Dazu wurden Unterrichtsräume des Bestandsgebäudes entkernt, und tragende Wände durch eine Stahlkonstruktion ersetzt.
Im Schuljahr 2020/21 hatte die Schule 20 Klassen, also 5 Klassen pro Jahrgang, dazu noch zwei Vorschulklassen. Im Schulentwicklungsplan 2019 der Hamburger Schulbehörde wird für die Schule als Ist-Zustand (2017/2018) auf Basis des Raumangebots die 4,5-Zügigkeit konstatiert, also 18 Klassen. Als Entwicklungsziel wurde die durchgängige 5-Zügigkeit festgelegt, also 20 Klassen. Um dafür das nötige Raumangebot zu schaffen, wurde 2019 der Neubau eines Gebäudes mit Klassenräumen sowie einer Sporthalle ausgeschrieben. Im Zuge dieser Baumaßnahmen sollen auch Bestandsgebäude saniert werden.

## Projekte und Angebote
- Chor unter der Leitung von Prof. Sobirey[13]
- Bewegte Schule (seit 2014)[14]
- Schulbücherei[15]
- Schulgarten im Gartenbauverein Döhrnkamp[16]
- Kooperation mit der Jugendmusikschule[17]